# Temporada 2000-2001 del FC Barcelona (femení)
La temporada 2000-01 és la 13a en la història del Futbol Club Barcelona.

## Desenvolupament de la temporada
Aquell estiu del 2000 s'anomena oficialment FC Barcelona Femení, fins aleshores anomenat Club Femení Barcelona al passar a dependre de la Fundació Futbol Club Barcelona.
Les jugadores queden quartes classificades del grup 3 de Divisió d'Honor i no es classifiquen per la final a quatre; mentre que a la Copa de la Reina són eliminades a vuitens de final.
Es bat el rècord de major golejada contra el Terrassa (27-0), posteriorment el Llevant li trauria aquest honor.

## Jugadores i cos tècnic

### Plantilla 2000-01
La plantilla i el cos tècnic del primer equip per a l'actual temporada (manca informació) són els següents:
| N. | Pos. | Nac. | Jugador             |
| -- | ---- | --- | ------------------- |
| —  | POR  | [[Fitxer:Flag of Catalonia.svg\|23x15px\|border \|alt=Catalunya\|link=Selecció de futbol de Catalunya\|{{#if:\|]] | Marina Marimon      |
| —  | DEF  | [[Fitxer:Flag of Catalonia.svg\|23x15px\|border \|alt=Catalunya\|link=Selecció de futbol de Catalunya\|{{#if:\|]] | Ana María Escribano |
| —  | DEF  | [[Fitxer:Flag of Catalonia.svg\|23x15px\|border \|alt=Catalunya\|link=Selecció de futbol de Catalunya\|{{#if:\|]] | Sheila Sanchón      |
| —  | DEF  | [[Fitxer:Flag of Catalonia.svg\|23x15px\|border \|alt=Catalunya\|link=Selecció de futbol de Catalunya\|{{#if:\|]] | Marisa Quiles       |
| —  | DEF  | [[Fitxer:Flag of Catalonia.svg\|23x15px\|border \|alt=Catalunya\|link=Selecció de futbol de Catalunya\|{{#if:\|]] | Olga Moreno         |
| —  | DEF  | [[Fitxer:Flag of Catalonia.svg\|23x15px\|border \|alt=Catalunya\|link=Selecció de futbol de Catalunya\|{{#if:\|]] | Carla Tomàs         |

| N. | Pos. | Nac. | Jugador            |
| -- | ---- | --- | ------------------ |
| —  | DEF  | [[Fitxer:Flag of Catalonia.svg\|23x15px\|border \|alt=Catalunya\|link=Selecció de futbol de Catalunya\|{{#if:\|]] | Esther Casals      |
| —  | MIG  | [[Fitxer:Flag of Catalonia.svg\|23x15px\|border \|alt=Catalunya\|link=Selecció de futbol de Catalunya\|{{#if:\|]] | Goretti Donaire    |
| —  | DAV  | [[Fitxer:Flag of Catalonia.svg\|23x15px\|border \|alt=Catalunya\|link=Selecció de futbol de Catalunya\|{{#if:\|]] | Laia Ramón         |
| —  | DAV  | [[Fitxer:Flag of Catalonia.svg\|23x15px\|border \|alt=Catalunya\|link=Selecció de futbol de Catalunya\|{{#if:\|]] | María José Camacho |
| —  |      | [[Fitxer:Flag placeholder.svg\|23x15px\| \|alt=\|link=Selecció de futbol\|{{#if:\|]]                              | Susana Galiana     |
| —  |      | [[Fitxer:Flag placeholder.svg\|23x15px\| \|alt=\|link=Selecció de futbol\|{{#if:\|]]                              | Gemma Giró         |

### Cos tècnic 2000-01
- Entrenador:  Salvador Casals

## Partits
Victòria       Empat       Derrota

### Lliga
| 17 de setembre de 2000 | Club Deportivo Futbol Base L'Eliana (femení) | 4-4   | FC Barcelona (femení) | L'Eliana, Comunitat Valenciana |  |
| Jornada 1              |                                              | [ 5 ] |                       |                                |  |

| 24 de setembre de 2000 | FC Barcelona (femení) | 1-2   | Reial Club Deportiu Espanyol de Barcelona | Barcelona, Catalunya                        |  |
| Jornada 2              |                       | [ 5 ] |                                           | Zona Esportiva del FC Barcelona Catalunya · |  |

| 1 d'octubre de 2000 | FC Barcelona (femení) | 5-0   | Sporting Plaza Argel (femení) | Barcelona, Catalunya                        |  |
| Jornada 3           |                       | [ 5 ] |                               | Zona Esportiva del FC Barcelona Catalunya · |  |

| 8 d'octubre de 2000 | Centre d'Esports Sabadell Futbol Club (femení) | 2-1   | FC Barcelona (femení) | Sabadell, Catalunya |  |
| Jornada 4           |                                                | [ 5 ] |                       |                     |  |

| 15 d'octubre de 2000 | FC Barcelona (femení) | 6-0   | Terrassa Futbol Club (femení) | Barcelona, Catalunya                        |  |
| Jornada 5            |                       | [ 5 ] |                               | Zona Esportiva del FC Barcelona Catalunya · |  |

| 29 d'octubre de 2000 | Unió Esportiva Breda (femení) | 1-5   | FC Barcelona (femení) | Breda, Catalunya |  |
| Jornada 6            |                               | [ 5 ] |                       |                  |  |

| 1 de novembre de 2000 | FC Barcelona (femení) | 7-0   | Montjuïc (femení) | Barcelona, Catalunya                        |  |
| Jornada 7             |                       | [ 5 ] |                   | Zona Esportiva del FC Barcelona Catalunya · |  |

| 5 de novembre de 2000 | Club de Fútbol Llers (femení) | 0-3   | FC Barcelona (femení) | Llers, Catalunya |  |
| Jornada 8             |                               | [ 5 ] |                       |                  |  |

| 12 de novembre de 2000 | FC Barcelona (femení) | 2-2   | Club Futbol Femení Tortosa Ebre | Barcelona, Catalunya                        |  |
| Jornada 9              |                       | [ 5 ] |                                 | Zona Esportiva del FC Barcelona Catalunya · |  |

| 26 de novembre de 2000 | Llevant Unió Esportiva (femení) | 5-1   | FC Barcelona (femení) | València, Comunitat Valenciana |  |
| Jornada 10             |                                 | [ 5 ] |                       |                                |  |

| 3 de desembre de 2000 | FC Barcelona (femení) | 10-3  | CF Pardinyes (femení) | Barcelona, Catalunya                        |  |
| Jornada 11            |                       | [ 5 ] |                       | Zona Esportiva del FC Barcelona Catalunya · |  |

| 10 de desembre de 2000 | Unió Esportiva L'Estartit (femení) | 4-3   | FC Barcelona (femení) | L'Estartit, Torroella de Montgrí, Catalunya |  |
| Jornada 12             |                                    | [ 5 ] |                       |                                             |  |

| 17 de desembre de 2000 | FC Barcelona (femení) | 6-0   | Unió Esportiva Cornellà (femení) | Barcelona, Catalunya                        |  |
| Jornada 13             |                       | [ 5 ] |                                  | Zona Esportiva del FC Barcelona Catalunya · |  |

| 7 de gener de 2001 | FC Barcelona (femení) | 4-0   | Club Deportivo Futbol Base L'Eliana (femení) | Barcelona, Catalunya                        |  |
| Jornada 14         |                       | [ 5 ] |                                              | Zona Esportiva del FC Barcelona Catalunya · |  |

| 14 de gener de 2001 | RCD Espanyol (femení) | 4-2   | FC Barcelona (femení) | Barcelona, Catalunya |  |
| Jornada 15          |                       | [ 3 ] |                       |                      |  |

| 21 de gener de 2001 | Sporting Plaza Argel (femení) | 0-2   | FC Barcelona (femení) | Alacant, Comunitat Valenciana |  |
| Jornada 16          |                               | [ 5 ] |                       |                               |  |

| 28 de gener de 2001 | FC Barcelona (femení) | 4-0   | Centre d'Esports Sabadell Futbol Club (femení) | Barcelona, Catalunya                        |  |
| Jornada 17          |                       | [ 5 ] |                                                | Zona Esportiva del FC Barcelona Catalunya · |  |

| 4 de febrer de 2001 | Terrassa Futbol Club (femení) | 0-3   | FC Barcelona (femení) | Terrassa, Catalunya |  |
| Jornada 18          |                               | [ 5 ] |                       |                     |  |

| 11 de febrer de 2001 | FC Barcelona (femení) | 3-0   | Unió Esportiva Breda (femení) | Barcelona, Catalunya                        |  |
| Jornada 19           |                       | [ 5 ] |                               | Zona Esportiva del FC Barcelona Catalunya · |  |

| 18 de febrer de 2001 | Montjuïc (femení) | 0-5   | FC Barcelona (femení) | Barcelona, Catalunya |  |
| Jornada 20           |                   | [ 5 ] |                       |                      |  |

| 4 de març de 2001 | FC Barcelona (femení) | 6-1   | Club de Fútbol Llers (femení) | Barcelona, Catalunya                        |  |
| Jornada 21        |                       | [ 5 ] |                               | Zona Esportiva del FC Barcelona Catalunya · |  |

| 11 de març de 2001 | Club Futbol Femení Tortosa Ebre | 2-2   | FC Barcelona (femení) | Tortosa, Catalunya               |  |
| Jornada 22         |                                 | [ 5 ] |                       | Municipal de Tortosa Catalunya · |  |

| 18 de març de 2001 | FC Barcelona (femení) | 0-4   | Llevant Unió Esportiva (femení) | Barcelona, Catalunya                        |  |
| Jornada 23         |                       | [ 5 ] |                                 | Zona Esportiva del FC Barcelona Catalunya · |  |

| 25 de març de 2001 | CF Pardinyes (femení) | 2-3   | FC Barcelona (femení) | Pardinyes, Catalunya |  |
| Jornada 24         |                       | [ 5 ] |                       |                      |  |

| 8 d'abril de 2001 | FC Barcelona (femení) | 5-3   | Unió Esportiva L'Estartit (femení) | Barcelona, Catalunya                        |  |
| Jornada 25        |                       | [ 5 ] |                                    | Zona Esportiva del FC Barcelona Catalunya · |  |

| 22 d'abril de 2001 | Unió Esportiva Cornellà (femení) | 1-4   | FC Barcelona (femení) | Cornellà de Llobregat, Catalunya |  |
| Jornada 26         |                                  | [ 5 ] |                       |                                  |  |

### Copa de la Reina
| 13 de maig de 2001 | RCD Espanyol (femení) | 5-3 | FC Barcelona (femení) | Barcelona, Catalunya |  |
| 1/8 anada          |                       |     |                       |                      |  |

| 20 de maig de 2001 | FC Barcelona (femení) | 1-2 | Reial Club Deportiu Espanyol de Barcelona | Barcelona, Catalunya                        |  |
| 1/8 tornada        |                       |     |                                           | Zona Esportiva del FC Barcelona Catalunya · |  |